# Рибальський вантовий міст
Риба́льський ва́нтовий міст — закритий і частково розібраний міст через Гавань Дніпра. Відкрито 23 вересня 1963 року. Побудований у північній частині Подолу. Забезпечував автомобільний зв'язок між Подолом і Рибальським островом.
Був першим у світі вантовим мостом із залізобетонною балкою жорсткості. Споруджений за проєктом інституту «Укрпроектстальконструкція». Автори проєкту — інженери А. Гольдштейн, В. Кирієнко, Н. Соколова. Загальна довжина мостового переходу 474,3 м (лівобережна естакада — 82,3 м, руслова частина — 275,7 м, правобережна естакада — 116,3 м). Руслову частину моста перекрито трипрогінною нерозрізною вантовою будовою (65,85 + 144 + 65,85 м), симетричною відносно двох залізобетонних пілонів (заввишки 42 м) з радіальним розташуванням вантів, виготовлених зі сталевих канатів діаметром 72 і 55 мм. Прогони перекривають дві головні балки П-подібного перерізу з відстанню між осями 9,6 м. Проїзну частину складено з Т-подібних залізобетонних елементів завширшки 1,5 м, які спираються на внутрішні стінки головних балок.
За своїми архітектурними та конструктивними формами був цінною пам'яткою 1960-х років. З початку 1990-х років, у зв'язку з аварійним станом конструкцій мосту, ним було припинене автомобільне сполучення, а за кілька років під міст було підведено додаткові опори. Останні роки експлуатації був винятково пішохідним.
У травні 2020 року з мосту зрізали ванти та почався активний процес демонтажу аварійних конструкцій мосту.

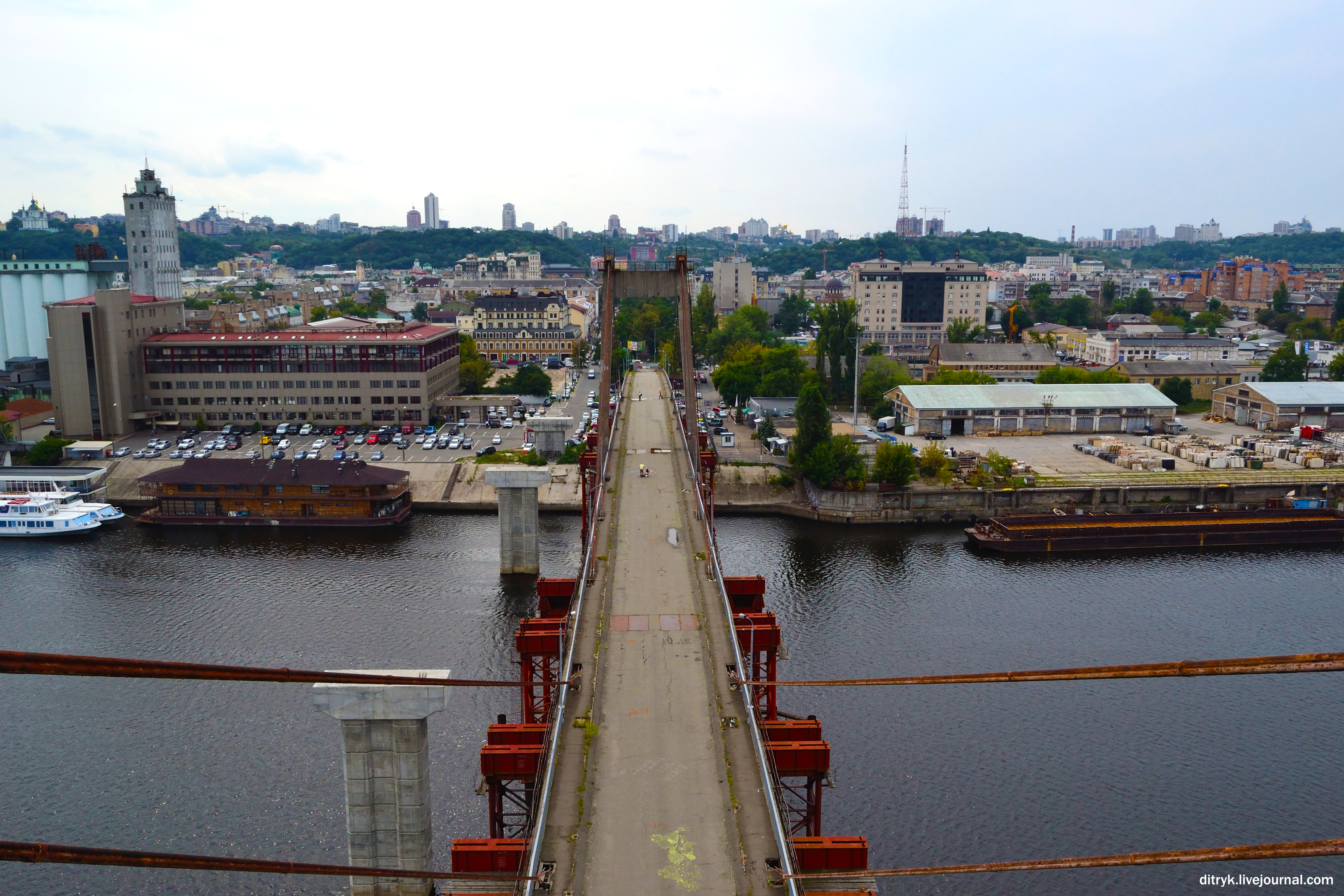
Рибальський вантовий міст
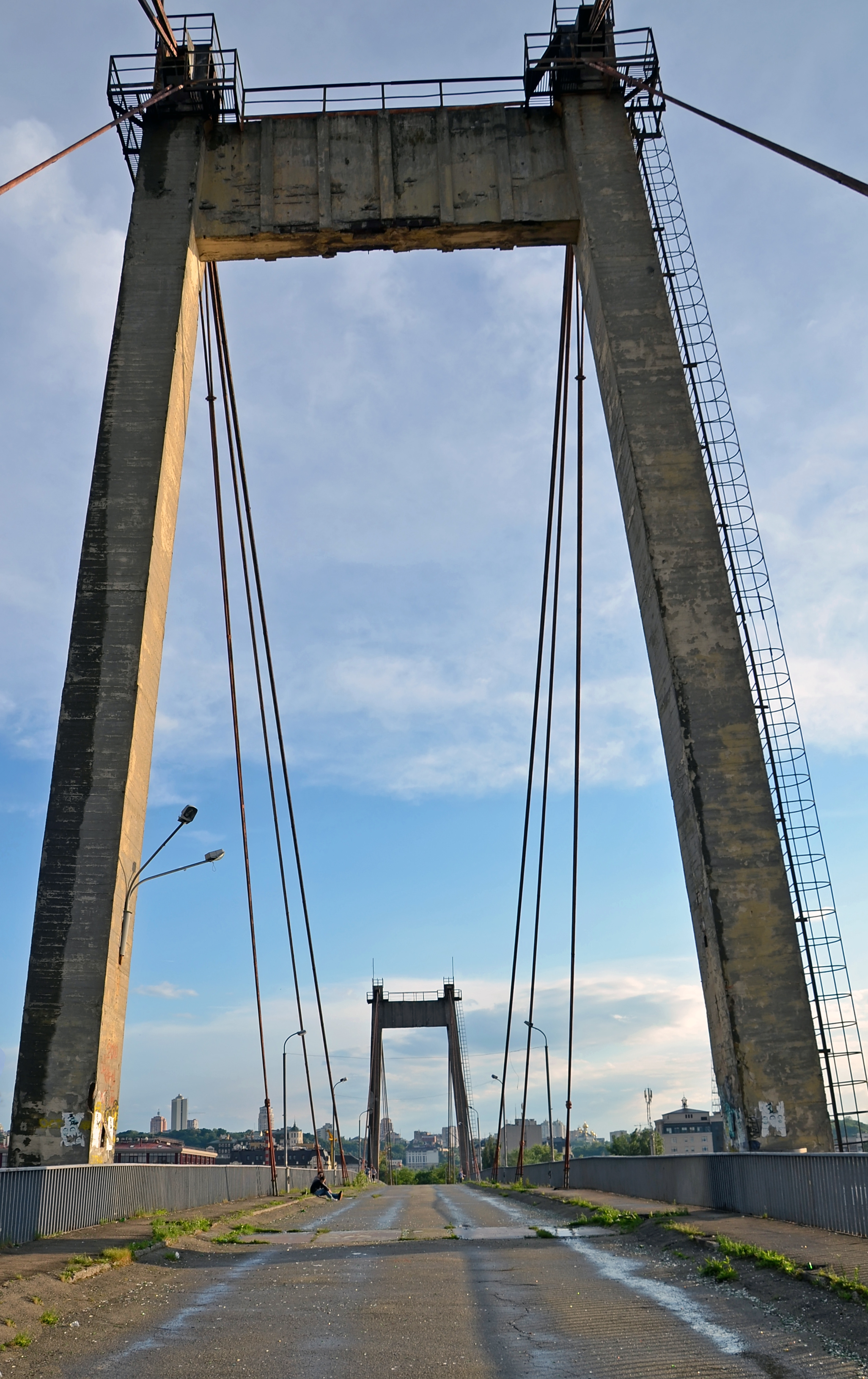
Пілон моста

Залишки споруди мосту є об'єктами індустріального туризму екстремалів України та інших країн.